# Tadeusz Korniłowicz
Tadeusz Edward Korniłowicz ps. „Bisygoń” (ur. 13 lub 18 lutego 1880 w Warszawie, zm. 1940 w Kijowie) – polski psycholog, pisarz, działacz ochrony przyrody, taternik, grotołaz, ratownik górski; pułkownik Wojska Polskiego, wykładowca wojskowy, urzędnik, członek Głównego Sądu Koleżeńskiego Związku Legionistów Polskich od 1936 roku (ustąpił), kawaler Orderu Virtuti Militari, ofiara zbrodni katyńskiej.

## Życiorys

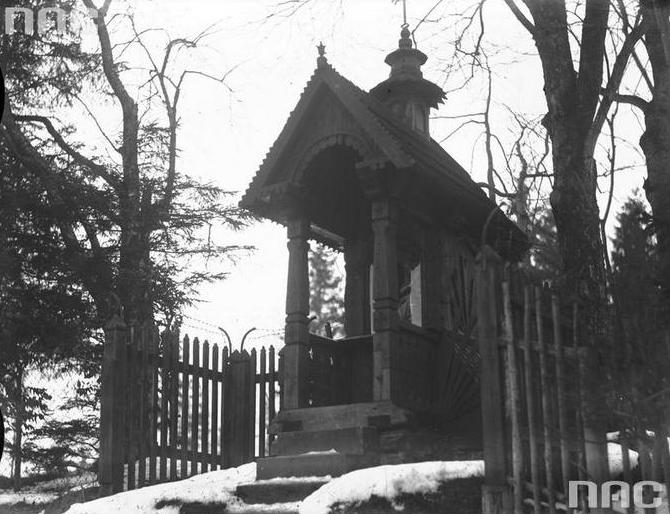
Kapliczka Korniłowiczów w Zakopanem

Urodził się jako syn Edwarda Korniłowicza (zm. 1909) i Wiktorii, z domu Poll (zm. 1911). Jego braćmi byli Rafał Marian (1876–1916), Kazimierz (1892–1939) i Władysław Emil (1884–1946). Uczęszczał do warszawskiego gimnazjum, z którego został relegowany za udział w tajnych kółkach samokształcenia (1900). Po zdaniu egzaminu dojrzałości w Petersburgu rozpoczął około roku 1902 studia medyczne w Moskwie, które przerwał po dwóch latach, angażując się w tworzenie „Biblioteki Polskiej” przy „Towarzystwie Dobroczynności”. Od 1906 do 1909 studiował medycynę na Uniwersytecie Jagiellońskim, lecz nie ukończył studiów. Został działaczem społecznym i kulturalnym, w tym skautingu oraz na rzecz ochrony przyrody. Od 1903 często gościł w Zakopanem. Przemierzał Tatry, uprawiał turystykę, taternictwo, narciarstwo. W latach 1908–1914 działał w zakopiańskiej Bratniej Pomocy. Od 1906 członek sekcji turystycznej Towarzystwa Tatrzańskiego, od 1911 członek sekcji przyrodniczej, jeden z inicjatorów stworzenia sekcji ochrony Tatr TT. W 1911 wraz z Mariuszem Zaruskim dokonał drugiego wejścia zimowego na Opalony Wierch. W 1912 został członkiem TOPR. Brał udział w pięciu wyprawach ratunkowych, m.in. w 1914 do Żlebu Drège’a. W 1913 wraz z Mariuszem Zaruskim i Józefem Oppenheimem odkrył górne piętro Jaskini Kasprowej Niżniej w Dolinie Kasprowej w Tatrach Zachodnich, a odkryty tam zamulony syfon nazwali „Gniazdem Złotej Kaczki”.
Podczas I wojny światowej walczył w szeregach Legionów Polskich w ramach I Brygady. Służył w 1 pułku ułanów Władysława Beliny-Prażmowskiego, nosił pseudonim „Bisygoń”, został ranny w bitwie pod Łowczówkiem w grudniu 1914 i pod Sandomierzem w 1915. Po odniesionych ranach dwukrotnie przebywał na rekonwalescencji w Zakopanem. W 1916 roku ponownie służył w 1 pułku ułanów. Od 6 lutego do 4 kwietnia 1917 roku był słuchaczem kawaleryjskiego kursu podoficerskiego przy 1 pułku ułanów w Ostrołęce. Kurs ukończył z wynikiem bardzo dobrym. Posiadał wówczas stopień ułana. W tym samym roku został zwolniony z Legionów.
Po odzyskaniu przez Polskę niepodległości został przyjęty do Wojska Polskiego. Był oficerem kawalerii (podporucznik). Pełnił funkcję dyrektora Uniwersytetu Żołnierskiego (1919). W stopniu majora brał udział w wojnie polsko-bolszewickiej 1919–1920. Został zweryfikowany w stopniu majora w korpusie oficerów administracji naukowo-oświatowych ze starszeństwem z dniem 1 czerwca 1919. W 1923, 1924 był w kadrze naukowej Szkoły Podchorążych w Warszawie. Został awansowany do stopnia podpułkownika w korpusie oficerów administracji dział naukowo-oświatowy ze starszeństwem z dniem 1 stycznia 1928. W 1928 był wykładowcą psychologii w Szkole Podchorążych Sanitarnych w Warszawie. Przed 1932 rokiem zwolniony z czynnej służby. W 1934 roku pozostawał w ewidencji Powiatowej Komendy Uzupełnień Warszawa Miasto III. W 1938 został naczelnikiem wydziału w Departamencie Dowodzenia Ogólnego Ministerstwa Spraw Wojskowych w Warszawie.
Publikował w dziedzinie historii i psychologii wojskowej, ochrony przyrody w Tatrach, jego artykuły ukazywały się od 1937 do 1939 w piśmie „Żołnierz Polski”. Promował oświatę i psychologię w wojsku. Był członkiem Towarzystwa Wiedzy Wojskowej. Tworzył hasła do Encyklopedii Wojskowej. Założył pismo „Beliniak” i został wiceprzewodniczącym „Koła Beliniaków”.
Po wybuchu II wojny światowej podczas kampanii wrześniowej w stopniu pułkownika został powołany do służby 3 września 1939. Następnie wraz ze Sztabem Generalnym Wojska Polskiego został ewakuowany na Podole. 14 września 1939 po raz ostatni widział się z rodziną w majątku rodziny Paygert nad Zbruczem, po czym udał się w kierunku Czortkowa, gdzie oczekiwał eszelon ewakuacyjny Ministerstwa Spraw Wojskowych. Po agresji ZSRR na Polskę z 17 września 1939 na terenach wschodnich II Rzeczypospolitej został aresztowany przez Sowietów. Był przetrzymywany w obozie w Kozielsku. Następnie został przewieziony do więzienia przy ulicy Karolenkiwskiej 17 w Kijowie. Tam został zamordowany przez NKWD prawdopodobnie na wiosnę 1940. Jego nazwisko znalazło się na tzw. Ukraińskiej Liście Katyńskiej opublikowanej w 1994 (został wymieniony na liście wywózkowej 42-29 oznaczony numerem 1233). Ofiary z tej części zbrodni katyńskiej zostały pochowane na otwartym w 2012 Polskim Cmentarzu Wojennym w Kijowie-Bykowni.
Jego żoną od 1923 była Jadwiga Korniłowiczowa (1883–1969), córka Henryka Sienkiewicza, z którą miał córkę Marię (1925–1996, pisarka i tłumaczka). Mieszkali w Zakopanem na Bystrem (tzw. „Korniłowiczówka”). Tadeusz Korniłowicz przyjaźnił się ze Stanisławem Witkiewiczem, pisał o nim prace (np. pt. O Stanisławie Witkiewiczu wydaną w 1916) i wygłaszał odczyty na jego temat, a sam zainteresowany był projektantem kapliczki z 1907 przy domu rodziny (ulica Karłowicza).

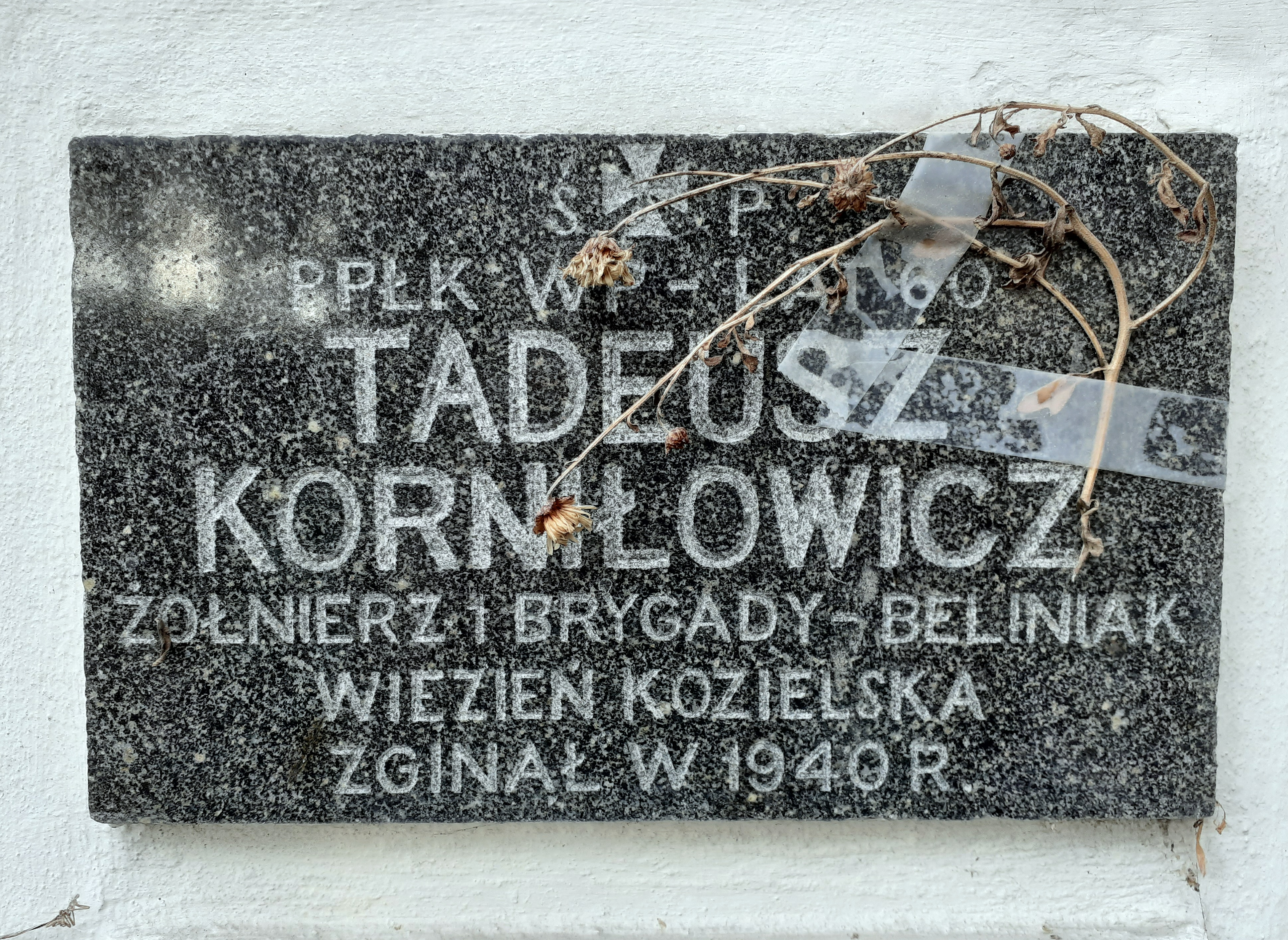
Tabliczka upamiętniająca na ścianie kościoła św. Karola Boromeusza w Warszawie

## Upamiętnienie
W powieści autorstwa Andrzeja Struga pt. Zakopanoptikon, publikowanej w latach 1913–1914 Tadeusz Korniłowicz został przedstawiony w wykreowanej postaci nazwanej Tołumbas.
Został upamiętniony symboliczną inskrypcją na grobowcu rodzinnym na Cmentarzu Powązkowskim w Warszawie (kwatera 26-3-14/15).

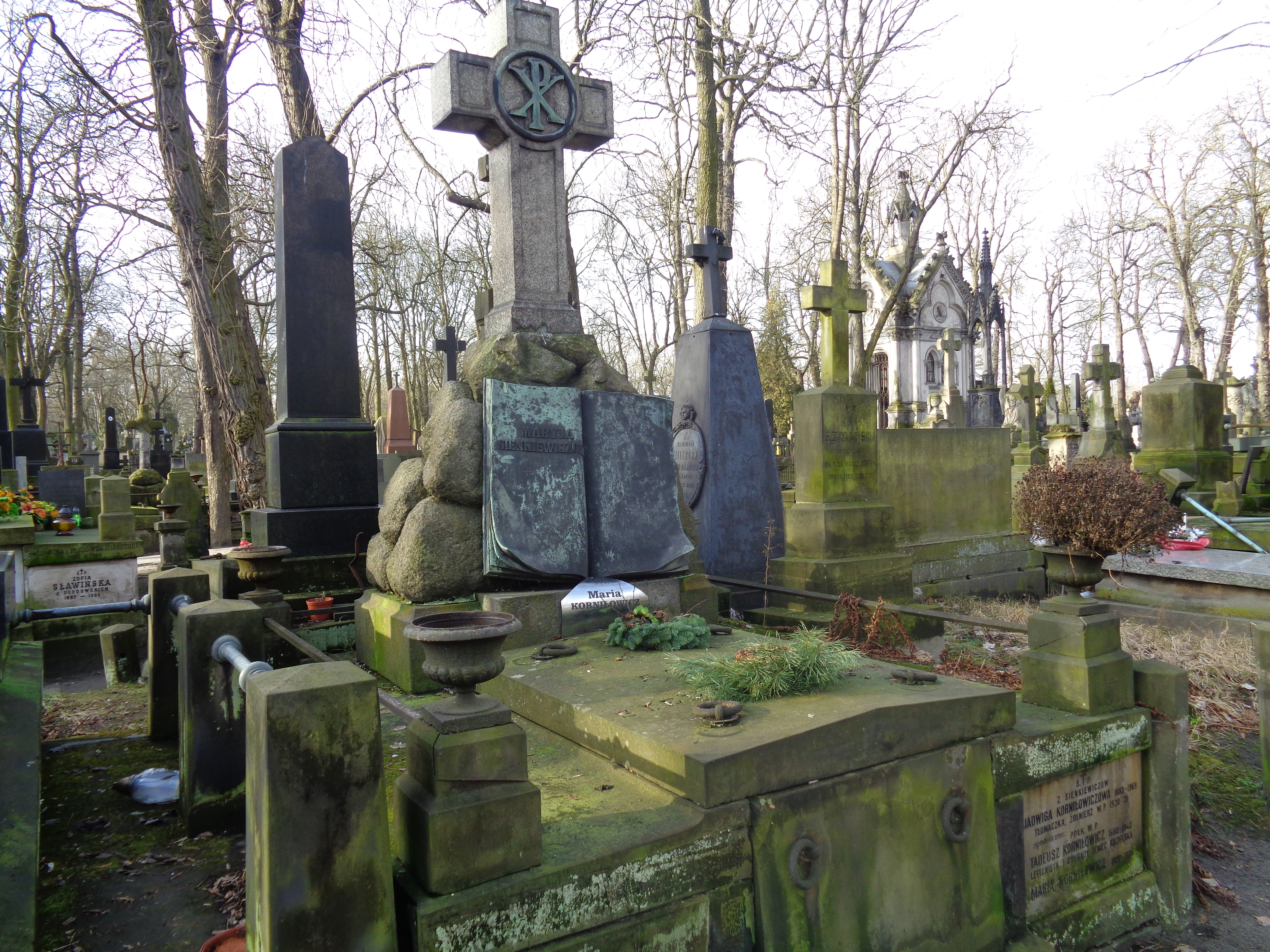
Grób Sienkiewiczów i Korniłowiczów na Cmentarzu Powązkowskim w Warszawie

W maju 2010, w ramach akcji „Katyń... pamiętamy” / „Katyń... Ocalić od zapomnienia”, przy Zespole Szkół Samorządowych w Rucianem-Nidzie został zasadzony Dąb Pamięci honorujący Tadeusza Korniłowicza.

## Ordery i odznaczenia
- Krzyż Srebrny Orderu Virtuti Militari[28][12][4]
- Krzyż Niepodległości (12 maja 1931)[29]
- Krzyż Kawalerski Orderu Odrodzenia Polski (2 maja 1923)[30][31][32]
- Krzyż Walecznych (dwukrotnie)[28][12][4]
- Złoty Krzyż Zasługi (19 marca 1937)[33][34]
- Order Palm Akademickich (III Republika Francuska)[12]